# Aubrey Beardsley
Aubrey Vincent Beardsley (Brighton, 21 augustus 1872 – Menton, 16 maart 1898) was een invloedrijk Engels illustrator en schrijver. Zijn werk wordt gerekend tot de stroming van de jugendstil of art nouveau.

## Zijn jonge jaren

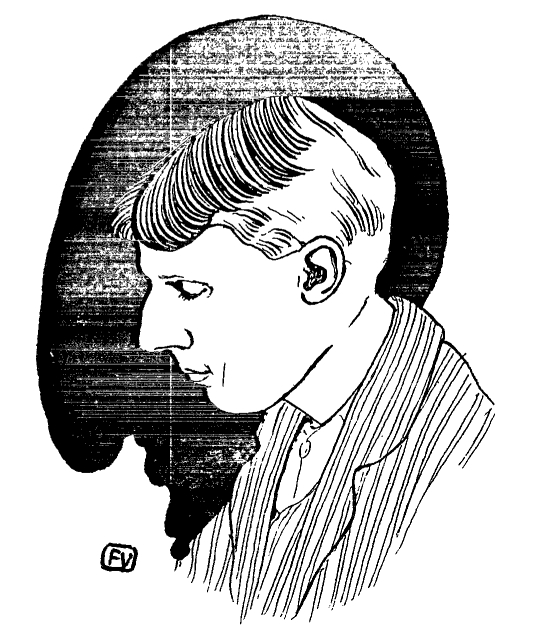
Portret van Aubrey Beardsley, 1898, door Felix Vallotton

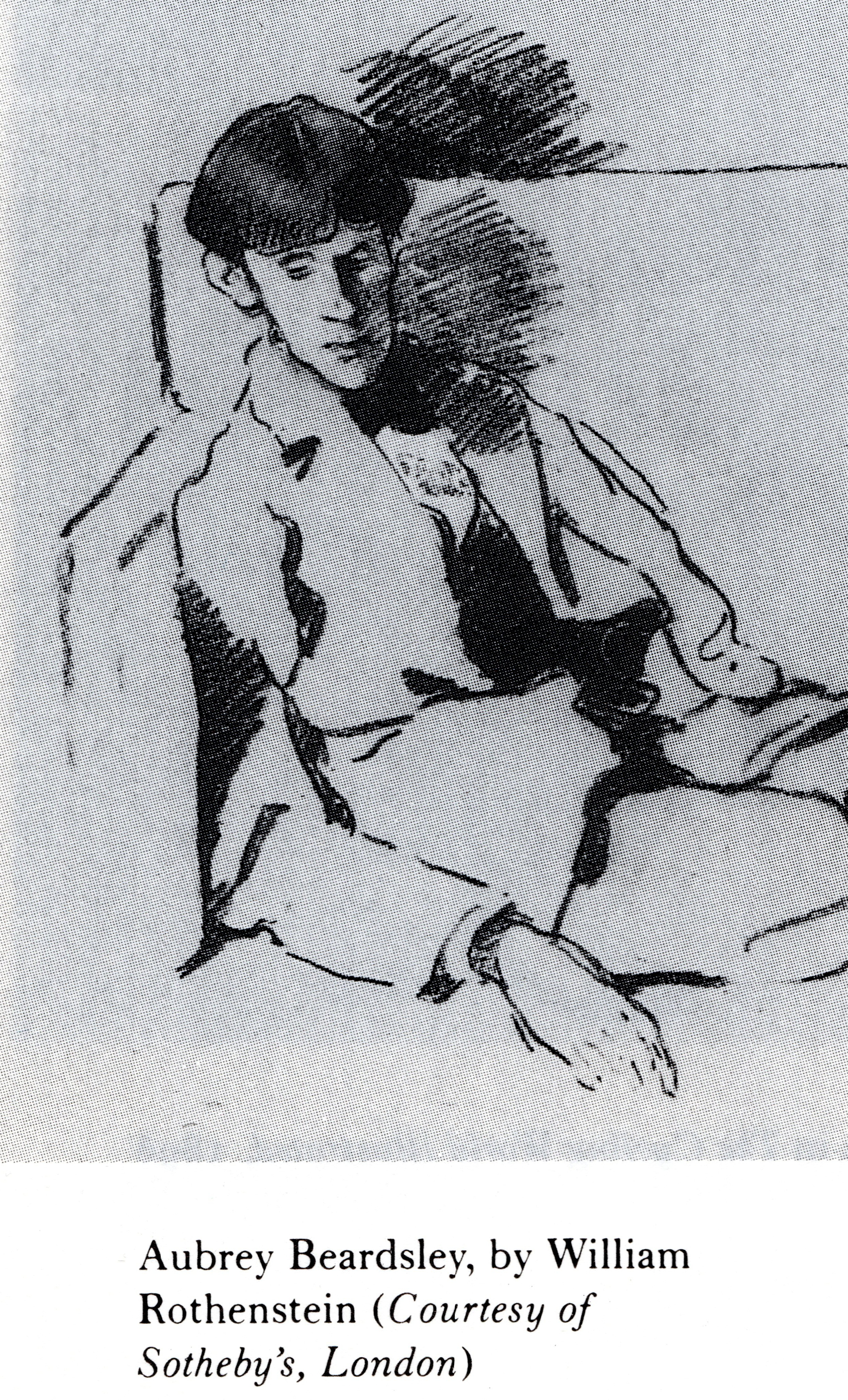
Portret van Aubrey Beardsley door William Rothstein

Beardsleys vader, Vincent Paul Beardsley (1839-1909), was de zoon van een handelaar. Vincent was zelf geen handelaar, maar leefde van een privé-inkomen uit een erfenis die hij kreeg van zijn grootvader toen hij eenentwintig werd. Vincents vrouw, Ellen Agnus Pitt (1846-1932), was de dochter van een chirurg, majoor William Pitt, in dienst van het Indiase leger. De Pitts waren een gerenommeerde en gerespecteerde familie uit Brighton, en de algemene mening is dat Beardsleys moeder beneden haar stand getrouwd was. Kort na hun huwelijk was Vincent verplicht om een aantal van zijn eigendommen te verkopen wegens een vordering tot het regelen van een schending van de belofte aan een andere vrouw, die beweerde dat hij had toegezegd met haar te trouwen. Op het moment van Aubreys geboorte leefde zijn familie, inclusief zijn een jaar oudere zus Mabel, in het familiehuis van Ellen op Buckingham Road no. 12.  
In 1883 vestigde het gezin zich in Londen, en in het volgende jaar verscheen hij als kind in het openbaar als een "muzikaal fenomeen", spelend op een aantal concerten met zijn zus. Hij ging in 1884 naar de Brighton Hove en Sussex Grammar School, voor hij les volgde aan de Bristol Grammar School. Hier schreef hij in 1885 een toneelstuk, dat hij samen met andere studenten uitvoerde. Rond dezelfde tijd werden zijn eerste tekeningen en cartoons gepubliceerd in de schoolkrant van de Bristol Grammar School Past and Present. In 1888 kreeg hij een baan bij een architectenkantoor, en daarna een baan bij de Guardian Life and Fire Insurance Company.

## Zijn leven als kunstenaar

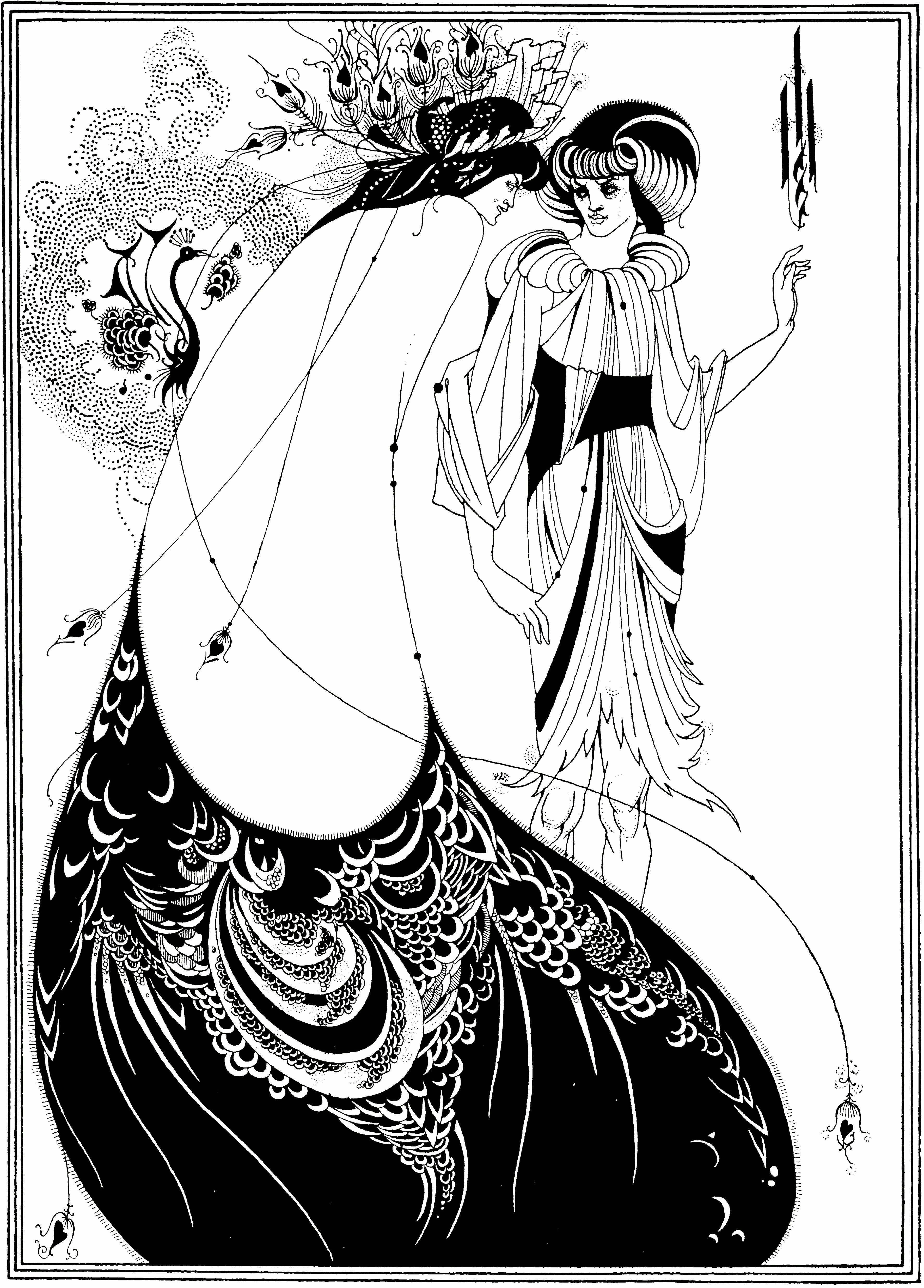
The Peacock Skirt, 1893, Harvard Art Museums

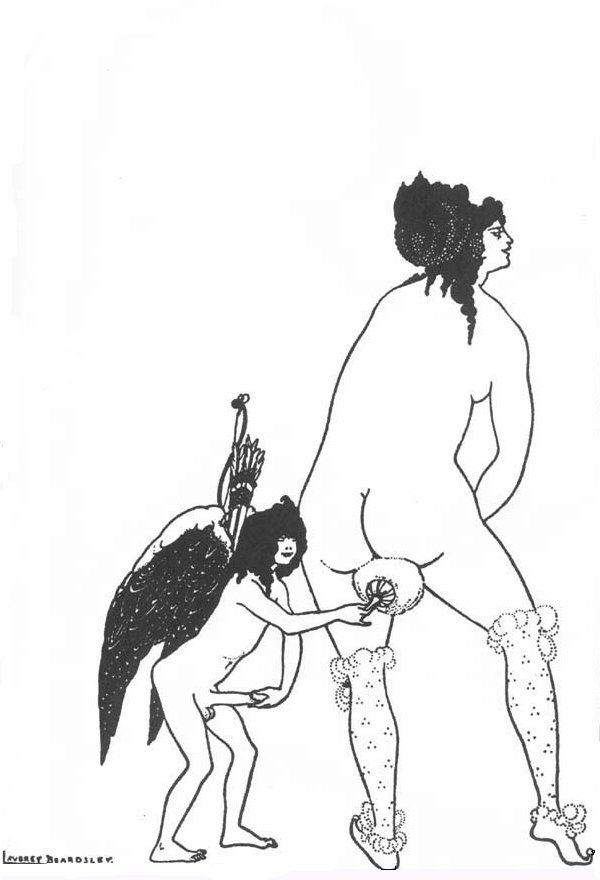
Het toilet van Lampito, 1896

In 1891, op advies van Sir Edward Burne-Jones en Pierre Puvis de Chavannes, koos hij kunst als een beroep. In 1892 volgde hij de lessen aan de Westminster School of Art, toen onder leiding van professor Fred Brown. Zijn eerste zes jaren van grote creativiteit kunnen worden verdeeld in verschillende periodes, ook door de vorm van zijn handtekening. In de vroege periode is zijn werk meestal niet ondertekend. Gedurende 1891 en 1892 maakte hij gebruik van zijn initialen – AVB. Medio 1892, de periode van Morte D'Arthur en The Bon Mots, gebruikte hij een soort Japans merk dat steeds sierlijker werd, soms vergezeld van AB in blokletters.
Hij werkte mee aan het belangrijke literaire tijdschrift The Yellow Book, dat verscheen tussen 1894 en 1897, hij was er de eerste artdirector van en publiceerde een groot aantal illustraties in het blad. Hij maakte zijn platen gewoonlijk met inkt, waarbij grote donkere vlakken contrasteren met witte of lege vlakken.
Beardsley was de meest controversiële kunstenaar van de art-nouveauperiode, bekend door zijn donkere en perverse beelden en zijn groteske erotica, dat het belangrijkste thema was van zijn latere werk. Sommige van zijn tekeningen, geïnspireerd door de Japanse shunga, hadden afbeeldingen van enorme genitaliën. Zijn bekendste erotische illustraties zijn gebaseerd op thema's van de geschiedenis en de mythologie, deze omvatten onder andere zijn illustraties voor een privé-gedrukte editie van Aristophanes' Lysistrata. Hij produceerde ook uitgebreide illustraties voor boeken en tijdschriften (bijvoorbeeld voor een luxe editie van Sir Thomas Malory's Le Morte d'Arthur) en werkte voor bladen als The Studio Magazine en The Savoy, waarvan hij medeoprichter was. Beardsley illustreerde ook Oscar Wildes Salomé. Beardsley schreef Under the Hill (in het Nederlands vertaald als De Venusberg), een onvoltooid erotisch verhaal losjes gebaseerd op de legende van Tannhäuser, gepubliceerd in The Savoy. Beardsley was ook een karikaturist en maakte een aantal politieke cartoons, waarin Wildes oneerbiedige humor in de kunst werd afgebeeld. Beardsleys werk weerspiegelde de decadentie van zijn tijd en zijn invloed was enorm, en duidelijk zichtbaar in het werk van de Franse symbolisten, en de affichekunst.
Beardsley was nauwgezet op zijn kleding: duifgrijze pakken, hoeden, dassen, gele handschoenen. Bij zijn uitgever verscheen hij in een jacquet en lakleren schoenen. 
Hoewel Beardsley op een lijn was gezet met de homoseksuele groep rondom Oscar Wilde en andere Engelse estheten, blijven de details van zijn seksualiteit onduidelijk. Hij werd algemeen beschouwd als aseksueel en dat is niet verwonderlijk, gezien zijn chronische ziekte en zijn toewijding aan zijn werk. Bij speculaties over zijn seksualiteit waren onder meer geruchten over een incestueuze relatie met zijn oudere zus Mabel, die mogelijk zwanger was geworden van hem en een miskraam kreeg. Door zijn hele carrière had Beardsley terugkerende aanvallen van tuberculose. Hij had regelmatig longbloedingen en was vaak niet in staat om te werken of zijn huis te verlaten.
Beardsley werd katholiek in maart 1897, en zou vervolgens zijn uitgever, Leonard Smithers, vragen om alle kopieën van Lysistrata en andere erotische tekeningen te vernietigen. Smithers negeerde Beardsleys wensen en bleef reproducties en vervalsingen van het werk van Beardsley verkopen.
Beardsley was actief tot zijn dood in Menton, waar hij op 25-jarige leeftijd op 16 maart 1898 stierf.

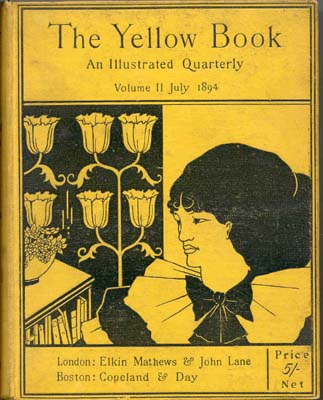
boekbandontwerp voor Yellow Book